# 格奧爾格二世 (符騰堡-蒙貝利亞爾)
格奧爾格二世（德語：Georg II. von Württemberg-Mömpelgard，1626年10月5日—1699年6月1日），蒙貝利亞爾公爵，路德維希·腓特烈之子，1662年至1699年在位。

## 家庭
1648年，格奧爾格與安妮·德科利尼（Anne de Coligny）結婚，兩人共有1子2女：
1. 艾蕾諾爾·夏洛特（英语：Eleonore Charlotte of Württemberg-Montbéliard）（1656年—1743年）
2. 伊莉莎白（1665年—1726年）
3. 利奧波德·埃伯哈德（1670年—1723年）